# Сильвіаліт
Сильвіаліт (англ. silvialite) — мінерал класу силікатів, група скаполіту.
Назва в честь Сильвії Гілебранд — донька австійського мінералога Густава фон Сеснека.

## Загальний опис
Хімічна формула: (Ca, Na)4Al6Si6O24(SO4,CO3). Містить (%): Na — 2,45; Са — 12.80; Al –17,24; Si — 17,94; C — 0,51; S — 2.05; O — 47,01. Ксеноморфні кристали. Сингонія тетрагональна. Твердість 5,5. Густина 2,75. Крихкий. Колір білий, світло-жовтий. Риса біла. Блиск скляний. Прозорий. Осн. знахідка провінція МакБрайд (штат Квінсленд, Австралія) (McBride Province, Queensland, Australia).